# Orthophyia longa
Az Orthophyia longa a kétéltűek (Amphibia) osztályának farkos kétéltűek (Caudata) rendjébe, ezen belül a kopoltyús gőtefélék (Proteidae) családjába tartozó fosszilis faj.

## Tudnivalók
Az Orthophyia longa a miocén kori Európának az egyik farkos kétéltűje volt. Ezidáig nemének az egyetlen felfedezett faja. A mai legközelebbi rokona a barlangi vakgőte (Proteus anguinus).

## Fordítás
Ez a szócikk részben vagy egészben  az   Orthophyia című angol Wikipédia-szócikk ezen változatának fordításán alapul.  Az eredeti cikk szerkesztőit annak laptörténete sorolja fel. Ez a jelzés csupán a megfogalmazás eredetét és a szerzői jogokat jelzi, nem szolgál a cikkben szereplő információk forrásmegjelöléseként.